# Lucéram
Lucéram é uma comuna francesa na região administrativa da Provença-Alpes-Costa Azul, no departamento Alpes Marítimos. Estende-se por uma área de 65,52 km², com  (Lucéramois) 1259 habitantes, segundo os censos de 2008, com uma densidade de 19,2 hab/km².